# 上涌站
上涌站是广州地铁11号线的车站，位于中国广东省广州市海珠区新滘路广州大道立交西北角的地底，在2024年12月28日启用。

## 车站結構

### 車站樓層
本站共设有三层，车站全长221.7m，标准段宽22.3m。地面为车站各出入口，周边为广州大道南、新滘西路、在建楼盘以及其他建筑，地下一層為站廳层，地下二層為设备层，地下三层为11號線月台。
本站站体采用装配式建造技术，是华南地区首座装配式车站。
| 地下一层 | 站厅     | 售票機、客服中心、商店、警务室、安检设施、卫生间、母婴室 |  |  |
| 地下二层 | 设备区   | 车站设备                                                 |  |  |
| 地下三层 | 2 站台   | █11号线 内环方向（下站：逸景路）                         |  |  |
|          | 岛式站台 |                                                          |  |  |
|          | 1 站台   | █11号线 外环方向（下站：大塘）                           |  |  |

### 站厅
上涌站站厅設有自动售票機及智能客務中心。

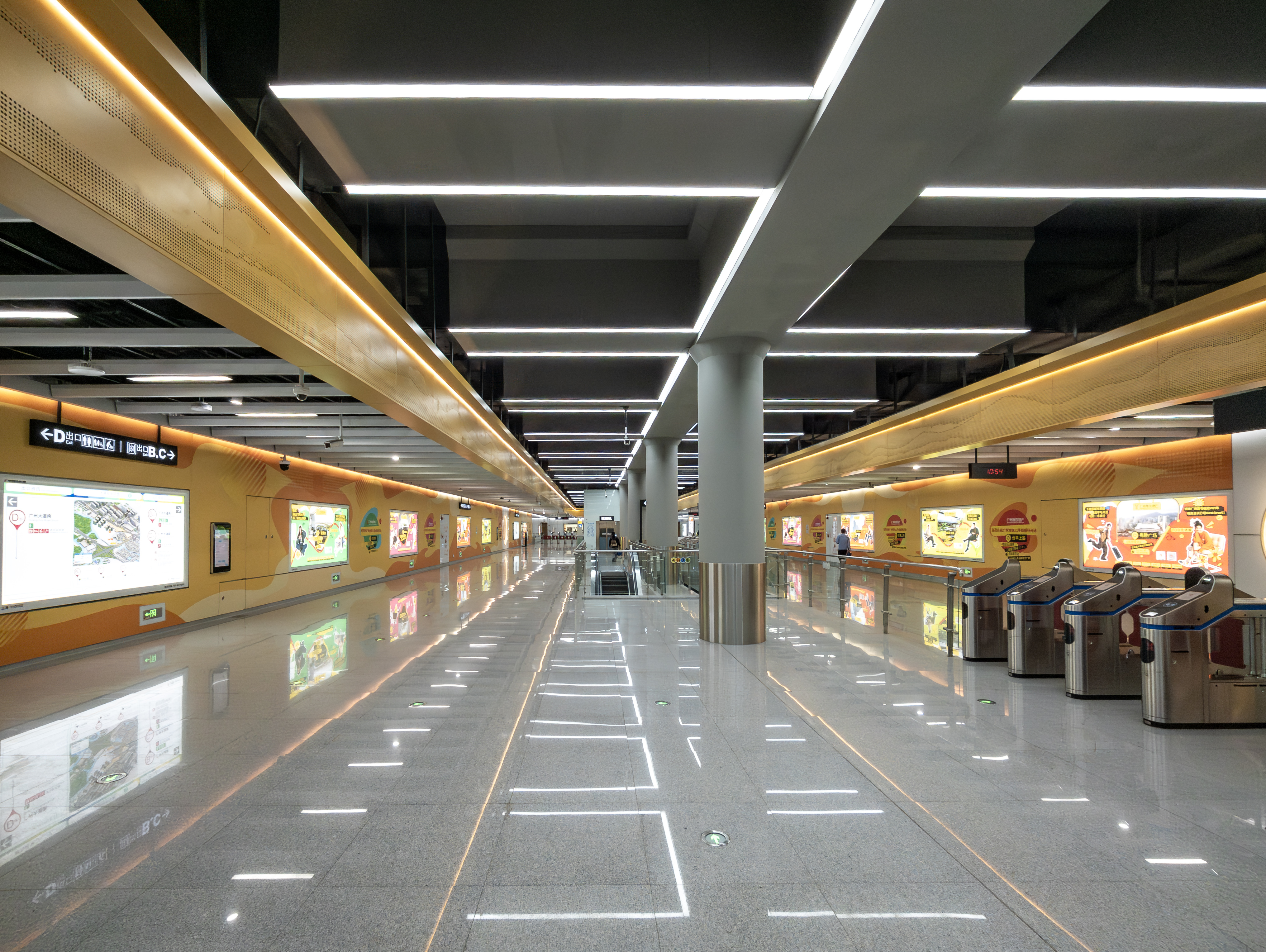
站厅

为方便行人进出，上涌站站厅北侧被划为收费区，内有专用电梯、多条扶手电梯及楼梯方便乘客前往月台。
本站的洗手间及母婴室设于站厅非付费区D出入口通道旁。车站控制室旁设有自动体外除颤器。

### 月台

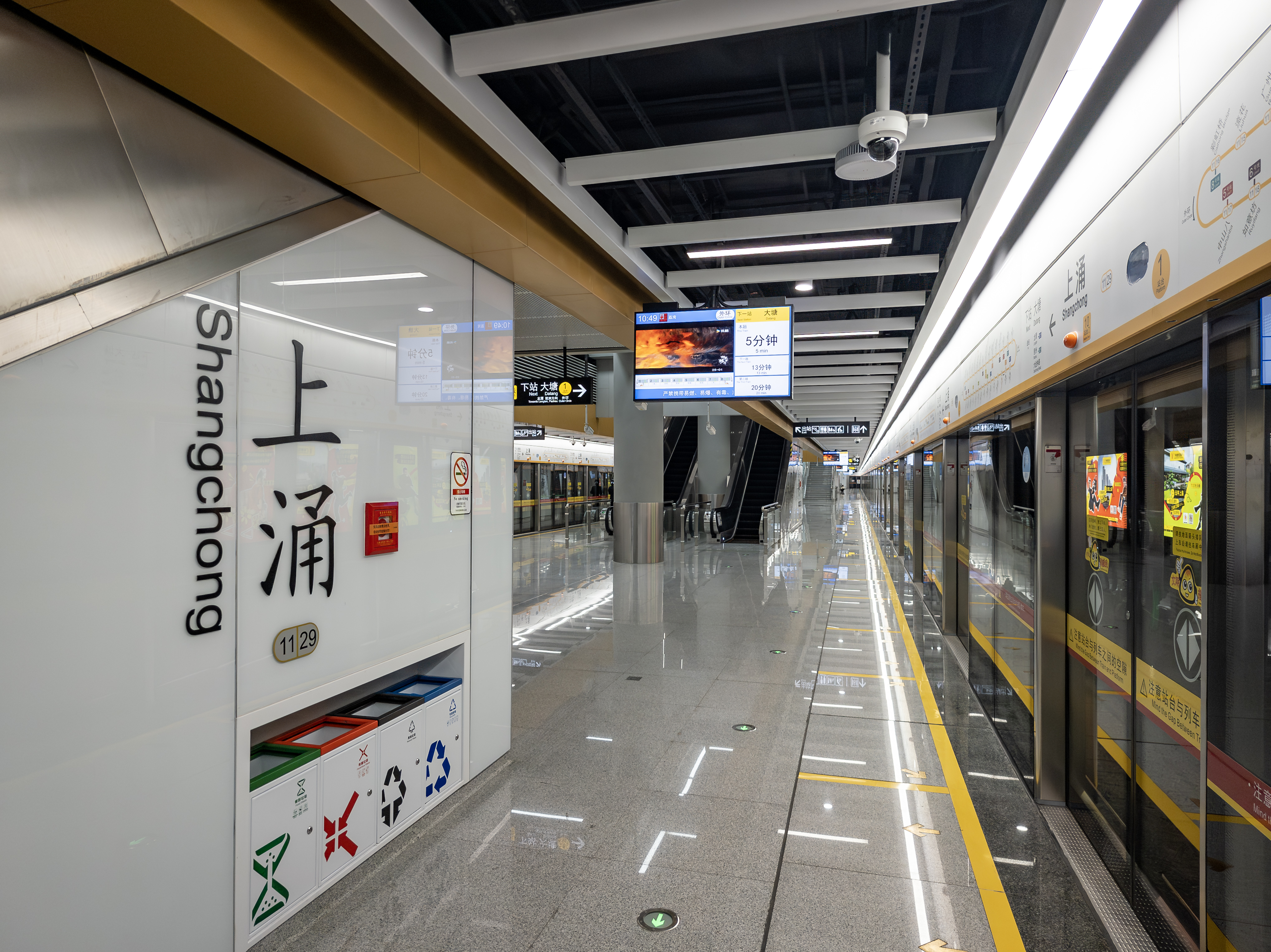
1号站台（11号线外环方向）

本站设有一个岛式月台，位于新滘路广州大道立交西北角的地底。

### 出入口
上涌站设有3个出入口供乘客进出，均配备扶手电梯，其中B出入口另外设置专用电梯。
|                                           |                                                       |      |            |                                |
| 编号                                      | 设施                                                  | 照片 | 出口指示   | 建议前往的目的地               |
| B                                         | 盲道标志 · 升降机标志 · 无障碍通道标志 · 扶手电梯标志 |      | 广州大道南 |                                |
| C                                         | 盲道标志 · 扶手电梯标志                               |      | 广州大道南 | 上涌公交车站（南行①、②号分站） |
| D                                         | 盲道标志 · 扶手电梯标志                               |      | 广州大道南 |                                |
| 註： 設有 \| 設有 \| 設有 \| 設有扶手電梯 |                                                       |      |            |                                |

## 历史
在11號線2013年之前的规划中，并无本站。後來为增强广州大道南地区的地铁覆盖，当局计划新增上涌公園站，最终于2013年12月第一次环评公示时确定增設。
2023年6月，11号线车站初定名称公示，本站拟被命名为上涌站；2024年5月获正式定名。2024年7月30日，车站完成“三权”移交。
2024年12月28日12时，车站随11号线开通而启用。

## 未来发展
规划中的广州地铁26号线计划设置上涌站。